# USS Shaw (DD-373)
DD 373 Shaw (Корабль соединённых штатов Шоу) — американский эсминец типа «Мэхэн».
Заложен на верфи Philadelphia Navy Yard 1 октября 1934 года. Спущен 28 октября 1935 года, вступил в строй 18 сентября 1936 года.
7 декабря 1941 года был тяжело повреждён взрывом боезапаса в результате налёта японской авиации в плавучем доке Пёрл-Харбор. Отремонтирован и вновь введен в строй. 2 апреля 1945 года у острова Лейте тяжело повреждён в результате посадки на мель.
Выведен в резерв 2 октября 1945 года. Из состава ВМС США исключён 24 октября 1945 года.
Продан и разобран на слом в июле 1946 года.